# Skiftarbete
Skiftarbete innebär att olika arbetslag driver en verksamhet under olika delar av dygnet.
Skiftarbete förekommer bland annat i processindustri, i vård och bevakningsarbete. 